# Walter von Gersdorff
Walter Wilhelm von Gersdorff (* 19. März 1848 in Neisse; † 28. August 1929 in Berlin) war ein preußischer Generalleutnant und Kommandant von Magdeburg.

## Leben

### Herkunft
Walter war ein Sohn des preußischen Generalleutnants Louis von Gersdorff (1807–1880) und dessen Ehefrau Pauline, geborene Ehrt (1813–1891).

### Militärkarriere
Gersdorff besuchte die Kadettenhäuser in Kulm und Berlin. Anschließend wurde er am 18. April 1865 als Sekondeleutnant dem 3. Garde-Regiment zu Fuß der Preußischen Armee überwiesen. Während des Krieges gegen Österreich wurde er 1866 im Gefecht bei Soor durch einen Schuss, der ihn oberhalb der Hüfte traf, schwer verwundet und für sein Verhalten mit dem Kronen-Orden IV. Klasse mit Schwertern ausgezeichnet. Nach seiner Gesundung war er vom 30. Oktober 1867 bis zum 18. Juli 1870 als Adjutant des Garde-Landwehr-Bataillon in Stettin kommandiert.
Anschließend wurde Gersdorff mit der Mobilmachung anlässlich des Krieges gegen Frankreich zunächst Adjutant des Ersatz-Bataillons seines Stammregiments und nahm vom 21. September 1870 bis zum 11. Januar 1871 als Adjutant des II. Bataillons an der Belagerung von Paris sowie den Kämpfen bei Le Bourget, Stains, Pierrefitte und Pont-Iblon teil. Er stieg Mitte November 1870 zum Premierleutnant auf und wurde nach dem Friedensschluss,  mit dem Eisernen Kreuz II. Klasse ausgezeichnet und am 4. November 1871 zum Regimentsadjutanten ernannt. Nach einem Kommando zur Unteroffizierschule Jülich und der zwischenzeitlichen Beförderung zum Hauptmann wurde Gersdorff Mitte Dezember 1879 zum Kompaniechef in seinem Regiment ernannt. Mit der Beförderung zum Major wurde er am 1. September 1887 seinem Regiment aggregiert und am 18. August 1888 zum Kommandeur des Füsilier-Bataillons ernannt. Anfang März 1889 erfolgte seine Versetzung als Kommandeur des Füsilier-Bataillons in das 1. Westpreußischen Grenadier-Regiment Nr. 6 nach Posen. Gersdorff rückte Ende März 1893 zum Oberstleutnant und etatmäßigen Stabsoffizier auf. Am 11. November 1895 stieg er zum Oberst auf und wurde Kommandeur des Infanterie-Regiments „von Alvensleben“ (6. Brandenburgisches) Nr. 52. Unter Beförderung zum Generalmajor erfolgte am 15. März 1899 seine Versetzung als Kommandeur der 16. Infanterie-Brigade nach Torgau. Daran schloss sich ab dem 27. Januar 1902 eine Verwendung als Kommandant von Magdeburg an. In dieser Eigenschaft erhielt Gersdorff am 22. März 1902 den Charakter als Generalleutnant und am 11. September 1903 den Stern zum Kronen-Orden II. Klasse mit Schwertern am Ringen. In Genehmigung seines Abschiedsgesuches wurde er unter Verleihung des Sterns zum Roten Adlerorden am 11. August 1906 mit gesetzlichen Pension zur Disposition.
Er zog nach Berlin, wo er am 28. August 1929 starb.

### Familie
Gerdorff heiratete am 15. April 1879 in Potsdam Hedwig von Blumenthal (1853–1930), eine Tochter des Regierungspräsidenten Robert von Blumenthal. Aus der Ehe gingen die beiden Töchter Margarethe (1883–1916) und Elisabeth (1885–1922) hervor.